# Potrerillo, Tabasco
Potrerillo är en ort i Mexiko.   Den ligger i kommunen Comalcalco och delstaten Tabasco, i den sydöstra delen av landet, 600 km öster om huvudstaden Mexico City. Potrerillo ligger 9 meter över havet och antalet invånare är 1 300.
Terrängen runt Potrerillo är mycket platt. Runt Potrerillo är det ganska tätbefolkat, med 172 invånare per kvadratkilometer. Närmaste större samhälle är Comalcalco, 9,5 km väster om Potrerillo. Trakten runt Potrerillo består till största delen av jordbruksmark.